# Імені Махмадалії Гаффор
імені Махмадалії́ Гаффо́р (тадж. ба номи Маҳмадалии Ғаффор) — село у складі Хатлонської області Таджикистану. Входить до складу Зірацького джамоату Кулобського району.
Село розташоване на річці Арна.
Колишні назви — Чапаєв, Мехнатабад.
Населення — 2159 осіб (2010; 2019 в 2009).